# Burlövs landskommun
Burlövs landskommun var en tidigare kommun i Malmöhus län. 

## Administrativ historik

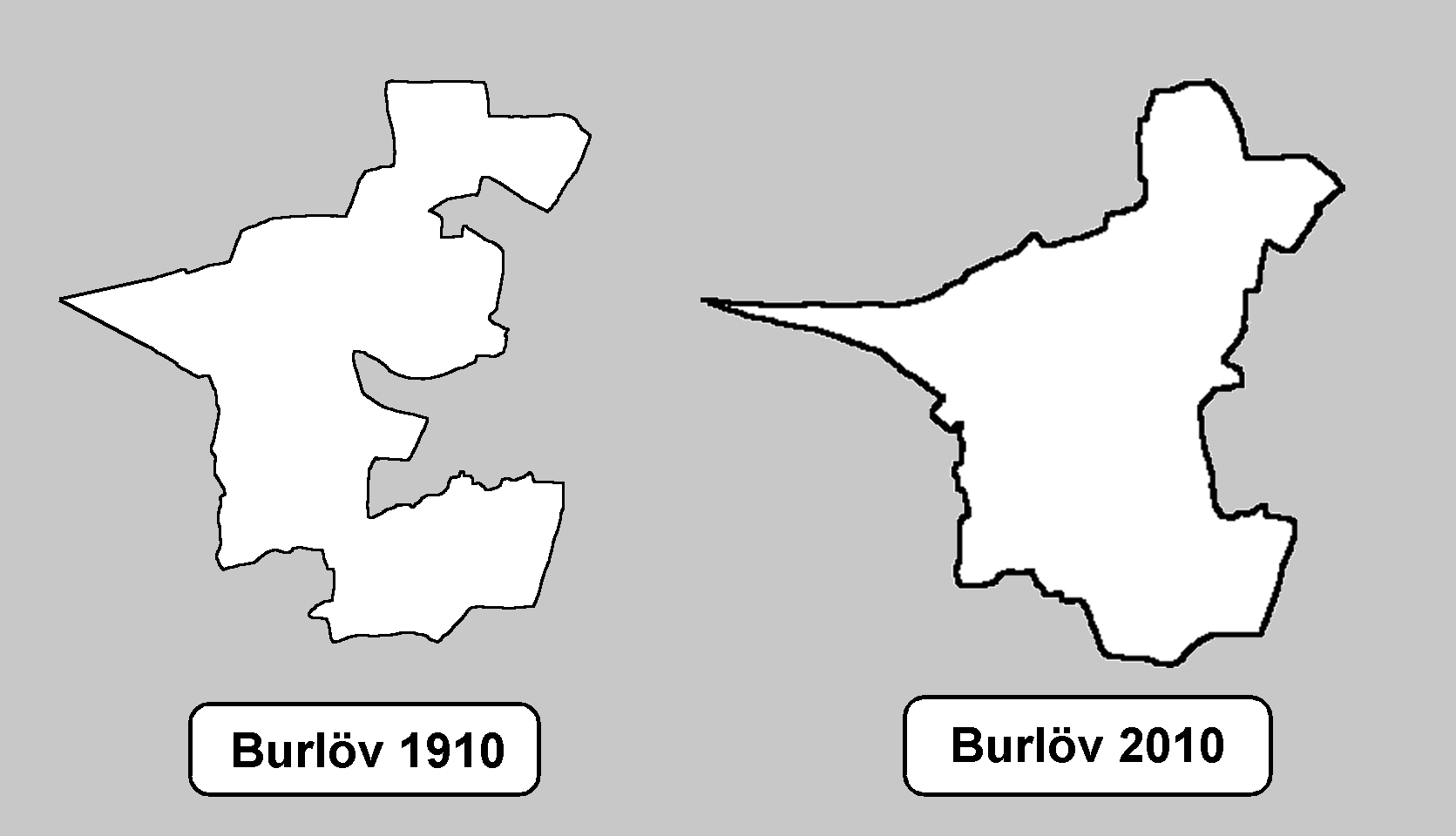
Burlövs kommungränser år 1910 och 2010.

Kommunen bildades i Burlövs socken i Bara härad i Skåne när 1862 års kommunalförordningar trädde i kraft. 
17 mars 1899 inrättades Arlövs municipalsamhälle och 21 november 1913 Åkarps municipalsamhälle, vilka båda uppöstes vid utgången av 1958.
Kommunreformen 1952 påverkade inte indelningarna i området, men mindre områden har över tiden inkorporerats från både Görslövs och Tottarps socknar (se bild till höger).
1971 ombildades landskommunen till Burlövs kommun.

### Kyrklig tillhörighet
I kyrkligt hänseende tillhörde kommunen Burlövs församling.

## Kommunvapnet
Blasonering: I rött fält en femuddig stjärna av silver över en sockerbeta av silver med blad av guld. Vapnet fastställdes av Kungl. Maj:t 1959 och registrerades i  PRV 1974. Sockerbetan syftar på Sveriges största sockerbruk inom kommunen och stjärnan är hämtad från folkhögskolan Hvilans folkhögskolas emblem.
Skärfläckan är Burlövs kommunfågel.

## Geografi
Burlövs landskommun omfattade den 1 januari 1952 en areal av 16,42 km², varav 16,37 km² land.

### Tätorter i kommunen 1960
| Tätort | Folkmängd |
| ------ | --------- |
| Arlöv  | 4 164     |
| Åkarp  | 1 599     |

Tätortsgraden i kommunen var den 1 november 1960 87,3 procent.

## Politik

### Mandatfördelning i Burlövs landskommun 1938–1966
| 22 | 5 | 3 |

| 28 |

| 22 | 5 | 3 |

| 28 |

| 2 | 20 | 3 | 5 |

| 29 |

| 21 | 5 | 4 |

| 29 |

|  | 18 | 5 | 6 |

| 28 |

|  | 20 | 2 | 3 | 9 |

| 32 |

| 22 | 2 | 3 | 8 |

| 31 |

|  | 19 | 3 | 5 | 7 |

| 32 |